# 埃沃河
埃沃河（法語：Esves，法語發音：[ɛv]）是法国中央-盧瓦爾河谷大區安德尔-卢瓦尔省的河流，是克勒兹河的右支流，长39.4千米，发源自贝堡，于笛卡尔流入克勒兹河。